# A Caixa-Preta de Darwin
A Caixa-Preta de Darwin (em inglês:  Darwin's Black Box) é um livro que defende a teoria do design inteligente, escrito por Michael Behe, bioquímico e professor na Universidade de Lehigh.
O livro questiona a teoria da evolução das espécies de Charles Darwin como sendo antiquada para responder às descobertas que a ciência (especialmente o seu campo de estudo) tem feito nos últimos anos.
O texto analisa, à luz da bioquímica, os argumentos usados por Darwin e outros evolucionistas para justificar a teoria da evolução pelo mecanismo de seleção natural, defendendo que muitos processos biológicos não poderiam ter evoluído por um processo lento, gradativo e não teleológico como Darwin pensava em sua mocidade. Seriam "irredutivelmente complexos".
O autor não descarta a ancestralidade comum universal dos seres vivos.

## Resumo
O significado do termo "caixa preta" do título refere-se ao desconhecimento da estrutura celular e outros aspectos da biologia, que não eram conhecidos quando Charles Darwin estava vivo. Behe começa lembrando ao leitor geral as mudanças de paradigma na história da ciência, nas quais os fundamentos e suposições das teorias são examinados, às vezes resultando na rejeição de toda uma teoria do passado. O autor sugere que essa mudança de paradigma na biologia (e particularmente na evolução) é iminente devido a descobertas recentes da bioquímica. Behe reconhece a aceitação da teoria da evolução pela "grande maioria" dos cientistas e afirma que "a maioria (embora não todas) o faz com base na autoridade".
Behe afirma que elucidações da história evolutiva de várias características biológicas normalmente assumem a existência de certas habilidades como ponto de partida, como o exemplo do olho utilizado por Darwin, que a partir de um aglomerado de pontos sensíveis à luz que evolui para um olho através de uma série de etapas intermediárias. Darwin descartou a necessidade de explicar a origem do ponto "simples" sensível à luz, que teria sido elucidada no século XX e afirma que muitas outras explicações evolutivas enfrentam um desafio semelhante.
O autor apresenta e define o conceito de complexidade irredutível como um sistema com uma série de peças em que a remoção de qualquer peça faz com que todo o sistema pare de funcionar, utilizando a ratoeira com barra de mola como um exemplo familiar de complexidade irredutível e nos capítulos seguintes, Behe discute a aparente complexidade irredutível de vários sistemas biológicos, incluindo o cílio, o flagelo bacteriano, a coagulação do sangue, o sistema imunológico e o transporte vesicular. Behe alega que a complexidade subjacente e os mecanismos bioquímicos dos sistemas são muito subestimados e identifica outros sistemas similares.
Behe identifica que um dos principais contra-argumentos da complexidade irredutível é a adaptação gradual, em que certos sistemas podem ter sido cooptados da função original e evoluído para assumir uma nova função como um sistema irredutivelmente complexo. Ele argumenta que, embora seja impossível considerar todas as funções possíveis para qualquer componente, é extremamente implausível que os componentes possam mudar fortuitamente a função dentro de um sistema complexo. Behe afirma que as afirmações sobre a macro-evolução não são apoiadas por experimentos ou cálculos e conclui o livro oferecendo um design inteligente como uma solução para a complexidade irredutível.

## Crítica
O livro recebeu críticas de muitos cientistas. O New York Times também, em uma crítica escrita por Richard Dawkins, condenou o livro por ter promovido argumentos desacreditados. Apesar disso, o livro se tornou um sucesso comercial e, como um best-seller,  recebeu uma crítica da Publishers Weekly, que afirmava ter uma "crítica espirituosa e espirituosa do pensamento neodarwiniano" que pode " despertar interesse ".  A revista politicamente conservadora National Review também votou a Caixa Negra de Darwin como um dos seus 100 melhores livros de não ficção do século.